# Charles Morizet
 (février 2025).
Pour les autres membres de la famille, voir Famille Kosciusko-Morizet. Pour les homonymes, voir Morizet.
 Charles Morizet, né le 24 juillet 1842 à Moussy (Marne) et mort le 5 janvier 1909 à Reims, a exercé le métier de notaire puis de gouverneur du Bagne de Poulo Condor. Il s’est impliqué dans la vie politique de la ville de Reims où il fut conseiller municipal puis maire adjoint de  1884 à 1896  ainsi que conseiller général du Canton de Reims-1.

## Biographie
Marie Léon Morizet, dit Charles Morizet,  est né le 24 juillet 1842 à Moussy (Marne). Il est le fils d’Eléonor Morizet (1810-1883) et de Marie Clarisse Duclos (1814-1894). À sa naissance, son père est déclaré marchand de vin en gros au Mesnil-sur-Oger.
En 1869, il épouse à Reims Blanche Eugénie Lucie Délius (1850-1918) avec qui il aura trois enfants. Le menu de leur repas de mariage est conservé au Musée de Reims.
Ce mariage n’était pas conventionnel pour l’époque, car les mariages étaient plutôt convenus, au sein d’une même classe sociale, alors que Melle Lucie Délius était originelle de la grande bourgeoisie (Branche Heidsieck).
L’aîné des trois enfants, Georges Morizet (1873-1943) deviendra professeur d’histoire et militera au sein de Fédération nationale des professeurs de lycée et du personnel de l’enseignement secondaire féminin et en deviendra président de 1911 à 1936. Le frère cadet, André Morizet, deviendra un militant socialiste, communiste, puis socialiste SFIO, puis sera maire de Boulogne-Billancourt et sénateur.
Charles Morizet est, de par sa famille, issu d’une famille de vignerons champenois, mais il se destine à la carrière de notaire qu’il exerce à partir de 1869. Il cesse son activité de notaire en 1898 à la suite de mauvaises affaires.
Il devient gouverneur du bagne de Poulo Condor de (1898-1908), en Indochine qui deviendra le Vietnam.
(Recherche à faire pour expliquer la transition). Ce bagne était réputé pour avoir un taux de décès très important. La cause en était une épidémie de béribéri liée à une alimentation pauvre en protéines. En 1904, soixante quinze forçats chinois s'échappent du bagne avec une chaloupe, Morizet est blâmé. En 1906, après une révolte des forçats et l'assassinat de plusieurs surveillant, Morizet sera relevé de ses fonctions.
Charles Morizet décède le 5 janvier 1909 à Reims. Il est inhumé au Cimetière du Nord (Reims).

## Carrière politique
Il est :
- Conseiller municipal de Reims. Il y siège comme radical. Il est maire-adjoint de Reims (1884-1896)[15].
- Conseiller général républicain du 1er canton de Reims (1880-1889).